# Elizabeth Toro
Księżniczka Elizabeth Christobel Edith Bagaaya Akiiki z Toro znana jako Elizabeth Toro, Elizabeth z Toro lub Elizabeth Bagaya (ur. 9 lutego 1936) – ugandyjska arystokratka, polityk, dyplomatka, prawniczka, modelka, aktorka filmowa, minister spraw zagranicznych w rządzie Idiego Amina w 1974, jego bliska współpracownica i najprawdopodobniej kochanka; po upadku jego dyktatury ambasador Ugandy w USA w latach 1986–1988.

## Życiorys

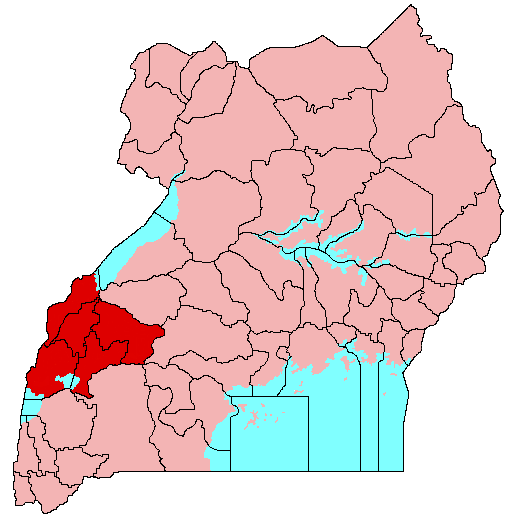
Mapa Toro – granice sprzed 1993

### Młodość i edukacja
Jej ojciec Rukirabasaija sir George David Matthew Kamurasi Rukidi III (znany jako Rukidi III; 1904-1965) był od 1928 do śmierci w 1965 królem (omukamą) regionalnego królestwa Toro w Ugandzie. Miał 5 żon i około 25 dzieci. Jej matka nazywała się Keza Byanjeru (1906-1998). W relacjach z ojcem Elizabeth zachowywała w stosunku do niego – podobnie jak reszta rodziny i zgodnie z długoletnią tradycją – religijny respekt. Ten z kolei dbał o edukację swoich dzieci, zezwalając na nieobecność na lekcjach tylko za specjalnym królewskim zezwoleniem, były jednak wypuszczane bez żadnej eskorty i pieszo, by pójść do szkoły oddalonej o 2 mile od domu. Keza Byanjeru, harfiarka, która uważała Elizabeth za „oświeconą damę” i „czarującą rozmówczynię” uczyła z kolei swą córkę gry na harfie oraz zapoznawała ją z ludowymi baśniami i podaniami ku zainteresowaniu małej księżniczki. Po ukończeniu pierwszej szkoły Rukidi III za namową jej dyrektorki podjął decyzję o wysłaniu córki na naukę do Gayaza High School w Bugandzie (jednym z czterech królestw ugandyjskich), którą prowadziła misjonarka metodystka Nancy Corby, kładąca nacisk na muzykę, pobożność i przestrzeganie ścisłych reguł edukacyjno-wychowawczych. Tam Elizabeth była zmuszana zgodnie z lokalnym programem do pracy na plantacji bananów polegającej m.in. na ścinaniu trawy słoniowej. Po początkowych trudnościach w aklimatyzacji w nowym otoczeniu, gdzie jej królewskie pochodzenie nie było w ogóle brane pod uwagę przez środowisko, Elizabeth Toro odnalazła się jako uzdolniona śpiewaczka i aktorka. Do jej ulubionych ról należał wysoki i chudy Juliusz Cezar.
Jej nauka została jednak przerwana za sprawą towarzyskiego incydentu, w którym wzięła udział. Wymknąwszy się nocą z pałacu wuja, który rezydował w Bugandzie, Elizabeth wraz z koleżanką pojechała z dwoma uczniami King’s College do Kampali. Wuj zawiadomił o całym zdarzeniu ojca księżniczki, który natychmiast wezwał córkę do domu i zmienił jej uczelnię na misyjne gospodarstwo na wsi koło Wiltshire, gdzie panowała rygorystycznie religijna atmosfera, do której Elizabeth Toro nie chciała się przystosować, więc jeszcze raz zmieniono jej uczelnię, tym razem na Sherborne School w Dorset w Anglii uważanej za jedną z najlepszych szkół w Anglii. Jako jedyna czarna uczennica miała problemy z nawiązaniem relacji z rówieśniczkami z powodu swego koloru skórym, afrykańskiego akcentu i bardzo szybkiego stylu życia. Nie tylko zyskała przydomek „Baggy” i zmagała się z docinkami na temat Afryki i Murzynów, ale i nienawidziła kolejnej rygorystycznej metody wychowawczej, jaką stosowano również i tutaj. Mimo tego jako pierwsza Afrykanka dostała się na studia na Uniwersytecie w Cambridge. Ówczesna opiekunka Elizabeth na studiach zinterpretowała długi list Rukidiego III dostarczony na rozmowę kwalifikacyjną i zawierający wyobrażenia co do przyszłości córki następującymi słowami: Księżniczka jest równa filozoficznemu królowi Platona.

### Wejście w dorosłość
Dzięki zabiegom ojca przygotowującemu Elizabeth na przyszłą współwładczynię Elizabeth studiowała nauki prawne, historyczne i polityczne. W przypadku śmierci ojca Elizabeth miała być tzw. batebe, czyli najstarszą siostrą danego króla, która sprawowała rządy razem ze swoim bratem. Po śmierci ojca w 1965 królem został Rukirabasaija Patrick David Matthew Koboyo Olimi III znany jako Olimi III (1945-1995). Zanim to jednak nastąpiło, Elizabeth spędzała wolny czas po wykładach uniwersyteckich na rozwijaniu działalności towarzyskiej w wysokich kręgach społecznych. Według swojej relacji pozostała panną i z nikim wtedy nie współżyła seksualnie mimo bliskich znajomości ze Szkotem Alistairem Hamiltonem, z pochodzenia Włochem i synem wydawcy. Podróżowała po Rzymie, Florencji, Wenecji, Pizie i Mediolanie. Przyjaźniła się też z królewskim krewnym – księciem Williamem Gloucesterem. Niezależnie od tego Elizabeth ukończyła końcowy egzamin państwowy na wydziale prawa w Cambridge z wynikami pozytywnymi.

### Od prawniczki do modelki

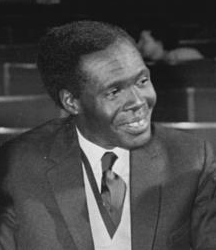
Apollo Milton Obote 2 stycznia 1966 prezydentem Ugandy, która uzyskała niepodległość, został Milton Obote, dotychczasowy premier rządu kolonialnego w ramach Wielkiej Brytanii. Prowadząc radykalnie antymonarchistyczną politykę Obote wydalił rodzinę królewską z pałacu, rekwirując koronę i resztę insygniów władzy łącznie z łożem królewskim.

Po ukończeniu nauki w Cambridge jako panna powróciła do kraju, gdzie wstąpiła do kancelarii adwokackiej Kazzorra & Co. w Kampali, gdzie po odbyciu sześciomiesięcznej praktyki uzyskała zezwolenie na samodzielną praktykę jako adwokatka, lecz w 1965 jej ojciec umarł, a tron objął jej brat Olimi III. Elizabeth została współrządzącą Batebe, lecz zakres władzy rodzeństwa okazał się nominalny: 2 stycznia 1966 prezydentem Ugandy, która uzyskała niepodległość, został Milton Obote, dotychczasowy premier rządu kolonialnego w ramach Wielkiej Brytanii. Prowadząc radykalnie antymonarchistyczną politykę Obote wydalił rodzinę królewską z pałacu, rekwirując koronę i resztę insygniów władzy łącznie z łożem królewskim. Olimi III wyemigrował do Kenii, zaś usilnie namawiana przez rodzinę do wyjazdu z kraju otrzymała w końcu zaproszenie od brytyjskiej księżniczki Małgorzaty Windsor, by wystąpiła na pokazie mody Wspólnoty Narodów w Londynie jako modelka. Elizabeth przyjęła propozycję i wzięła udział w premierowym występnie na wybiegu londyńskim, po którym zwróciła na siebie uwagę różnych agencji i magazynów mody, co zapoczątkowało jej karierę jako modelki.
Elizabeth Toro miała zamiar obalić mit o wyższości urody i cywilizacji białych, bowiem czarna modelka była wówczas rzeczą bez precedensu. Podpisała kontrakt z jedną z londyńskich agencji i kreowała się na top-modelkę, ucząc się kroków modelek, technik prezentowania, przyswajając sobie terminy ze świata mody, żywiąc się rygorystyczną dietą złożoną z owoców i czarnej kawy w celu nabrania smukłej budowy ciała. Była umieszczana na okładkach międzynarodowych magazynów mody. David Bailey sfotografował ją w roli królowej Saby dla brytyjskiego „Vogue”, a jej zdjęcia zamieszczały top-magazyny takie jak „Queen” i „Harper’s Bazaar”. Została zapoznana Jacqueline Kennedy, wdowie po amerykańskim prezydencie Johnie Fitzgeraldzie Kennedym, przez właścicieli „Daily Telegraph” – małżeństwo Hartwellów. Zaproszona do Nowego Jorku Elizabeth rozwinęła w tym mieście karierę modelki: latem 1968 „Vogue” opublikował specjalny dodatek o niej, a w ślad za nim podążyły magazyny Harper’s, Look i Life. Według Ericha Schaake po raz pierwszy zdarzyło się, że czarna modelka zdobiła strony tytułowe najważniejszych magazynów i obaliła mit o przewadze urody białych. Elisabeth stała się natychmiast idolką czarnych Amerykanek, które naśladowały jej makijaż i fryzurę.
Podpisawszy umowę z nowojorską agencją Ford otrzymała propozycję pozowania do serii aktów, lecz odmówiła pokazywania się nago, tłumacząc to słowami Tak, jestem modelką, ale pewnego dnia, gdy zechcę, muszę mieć możliwość powrotu do domu... Przystawała natomiast na propozycje filmowe i zagrała główną rolę w Things fall apart, którego scenariusz oparto na dwóch powieściach nigeryjskiego noblisty Chinuy Achebe, a którego fabułę stanowiła historia pary zakochanych żyjących w konflikcie między kulturą afrykańską i zachodnią na skutek różnych doświadczeń życiowych. Ten kręcony w Nigerii zachodnioniemiecko-nigeryjski dramat wyświetlano w kinach USA, Anglii i Niemiec, nie stał się on jednak hitem kasowym.

### Dyplomatka

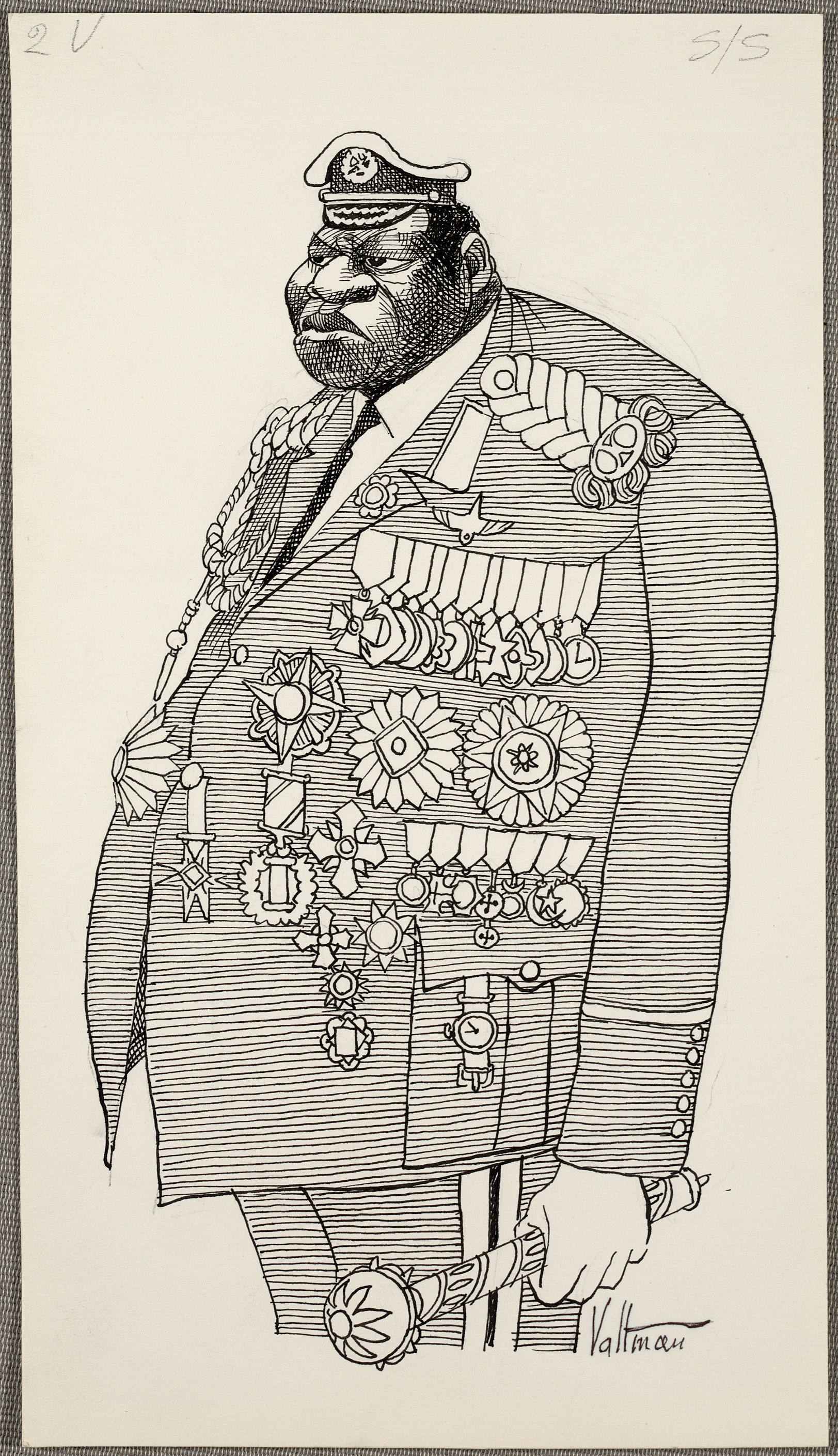
Karykatura Idiego Amina

25 stycznia 1971 głównodowodzący ugandyjskiej armii – Idi Amin – dokonał zamachu stanu i zastąpił na stanowisku prezydenta Ugandy przebywającego w Singapurze Miltona Obote, którego obalenie zostało przyjęte entuzjastycznie, gdyż za swoich rządów uprawiał represyjną politykę wymierzoną zwłaszcza przeciwko dynastiom królewskim, intelektualistom i politykom. Elizabeth Toro na wieść o upadku dyktatora powróciła do Ugandy. Na zaproszenie Idiego Amina przyjechała do Kampali, gdzie po uroczystym przyjęciu otrzymała jeszcze raz zaproszenie, tym razem na bankiet do State House, gdzie przedstawiono ją Idiemu Aminowi. Ten pochwalił księżniczkę jako „bardzo dobrego ambasadora Ugandy za granicą”. 22 lipca 1971 wyłożył jej ofertę objęcia stanowiska ambasadora nadzwyczajnego podlegającego bezpośrednio jemu i mającą za zadanie wymienianie między nim a głowami innych państw wiadomości. Elizabeth przystąpiła do tej propozycji i podpisała kontrakt zapewniający jej dużą pensję, dom w Kampali, biuro z personelem i służbowym samochodem z flagą Ugandy.
Po zawarciu umowy Elizabeth rozpoczęła karierę w dyplomacji pełniąc de facto rolę menedżera ds. PR Idiego Amina, dbając skutecznie o przedstawianie jego zagranicznego wizerunku jako nienagannego. Dzięki jej interwencji nie został wysłany telegram Amina do izraelskiej premier Goldy Meir, w którym znany z antysemityzmu dyktator kazał żydowskiej szefowej rządu pozbierać swą bieliznę i wracać do Ameryki, skąd przyszła. Elizabeth występowała w imieniu Idiego Amina nawet wówczas, gdy rozbudowywał on własny aparat represji, przewyższających prześladowania Miltona Obote brutalnością i skalą działań.

### Relacje z Aminem
Dzięki walorom dyplomatycznym i atutom fizycznym zaskarbiła sobie tak bliską sympatię ze strony Idiego Amina, że ten planował nawet poślubić ją by dokonać w ten sposób „zręcznego, politycznego posunięcia”, mimo że jej modelowa figura 84-58-84 była ewenementem w jego życiu erotycznym, w którym przeważały korpulentne kobiety (był poligamistą przyznającym się do spłodzenia 43 dzieci). Sama Elizabeth Toro pozostawała bezżenna i oficjalnie zaprzeczała, jakoby łączył ją z Aminem romans lub seks, uznając związek między nim a nią jako „czysto formalny”. Jednak według Ericha Wiedemanna, biografa Amina, byli „nieświadomie związani wzniosłym pociągiem seksualnym”. Nocą natomiast Idi Amin często podjeżdżał czarnym mercedesem pod willę księżniczki, w której domostwie kiedyś sam mieszkał oraz z powodu swego przewrażliwienia na punkcie ewentualnych jej adoratorów a swoich rywali miłosnych nakazał swym służbom regularną inwigilację księżniczki. Gdy otrzymał od nich meldunek o znanemu w kręgach towarzyskich dyplomacie i podpułkowniku Michaelu Ondondze, który miał zamiar rozwieść się i ożenić się z Elizabeth Toro, prawdopodobnie z tego powodu wydał rozkaz zamordowania go, co też stało się w marcu 1974.

### Szefowa dyplomacji
Kiedy w lutym 1974 Amin zdymisjonował ministra spraw zagranicznych Michaela Ondongę (zabitego w marcu 1974) i powierzył jego resort Elizabeth Toro, uczynił ją jedyną spośród 18 męskich ministrów kobietą w rządzie, co uważała za „kamień milowy” i „szczególny zaszczyt dla domu królewskiego”. W 1974 przyszło jej wystąpić na forum Organizacji Narodów Zjednoczonych. Był to jeden z ostatnich występów pozytywnie przyjmowanych przez arenę międzynarodową. W marcu 1974 zamordowano Kay Adroę – jedną z żon Idiego Amina. Oskarżony o to niesłusznie ginekolog Peter Mukasa popełnił samobójstwo, zabijając dwójkę swoich dzieci, zaś inna żona Amina – Maliamu Mutei – przeżyła zamach na swoje życie i uciekła do Londynu. Elizabeth Toro miała coraz większe trudności z utrzymaniem dobrego wizerunku Idiego Amina w miarę jak jego zbrodnie i terror wychodziły na światło dzienne dzięki zeznaniom wielu świadków i uchodźców.

### Upadek
Utraciwszy część dyplomatycznego kryzysu z powodu popierania Amina zmagała się jednocześnie z życiem pod nieograniczoną kontrolą tajnej policji przygotowującego się do małżeństwa z nią Idiego Amina, czego kulminacją były wydarzenia w listopadzie 1974: wtedy to Idi Amin oskarżył ją o „ewidentne potknięcia moralne” polegające na tym, że na francuskim lotnisku Orly współżyła seksualnie z białym mężczyzną w toalecie. W dniu, w którym została wezwana do jego gabinetu w sprawie zarzucanego czynu, policjanci dokonali szczegółowej rewizji w mieszkaniu Elizabeth, ona sama zaś została aresztowana, przewieziona na komisariat i umieszczona w odizolowanej niewielkiej celi. Zdarzenie to odbiło się szerokim echem na całym świecie, zwłaszcza wśród wyższych sfer dyplomacji. Władze francuskie oficjalnie zdementowały zarzuty Amina twierdząc, że jego oskarżenia są bezpodstawne, bo przypisywany Elizabeth incydent nie miał miejsca, a oświadczenie zarządu lotniska Orly mówiło, że w trakcie piętnastominutowych formalności wyjazdowych cały czas przebywała w towarzystwie urzędników służb bezpieczeństwa i innymi osobami publicznymi, przez co „nawet gdyby chciała, nie mogłaby uczestniczyć w podobnym wybryku”.
Takie i inne międzynarodowe naciski obaliły zarzuty Amina, lecz ten usiłował wystosować drugie oskarżenie: „skłonność do marnotrawstwa”. Zarzucił jej wydanie 4280 dolarów na „garderobę służbową” oraz 900 dolarów na napiwki dla tragarzy i odźwiernych w trakcie podróży Elizabeth Toro do Nowego Jorku i Ottawy, przy czym opublikował to oskarżenie w „Voice of Uganda”, by cierpiący z powodu niskiego poziomu gospodarczego Ugandyjczycy zostali nastawieni przeciwko niej. Mimo protokołowania zeznań świadków i dostarczenia ich po zakończeniu dochodzenia Prokuratorze Generalnej i Sądowi Najwyższemu zgromadzone dowody nie wystarczyły, by wsadzić Elizabeth Toro do więzienia za sprzeniewierzenie lub marnotrawienie państwowych pieniędzy, więc zwrócił jej wolność karząc ją grzywną w wysokości 750 dolarów i podejmując ostatni krok ku zniesławieniu księżniczki: zgodnie z jego wolą w telewizji i prasie została rozpowszechniona wielkich rozmiarów fotografia gołej kobiety, którą miała być sama Elizabeth Toro.

### Ucieczka
Dyskredytujące zdjęcie obiegło świat, a Elizabeth Toro straciła resztki zaufania do Idiego Amina i obawiając się z jego strony śmierci podjęła ucieczkę z kraju. Wcześniej spotykała się z propozycjami z całego świata: ONZ-owski urzędnik udostępnił jej samochód z tablicami dyplomatycznymi, by mogła przedostać się do Kenii poprzez wschodnią granicę. Zaprzyjaźniony z zagrożoną minister adwokat-rodak chciał przewieźć ją przez granicę cysterną ze specjalnie wbudowaną skrytką. Edward Mosk – producent filmowy – przedłożył ze skutkiem pozytywnym sprawę Amnesty International, zaś młodsza siostra księżniczki – Elizabeth Mabel – zwróciła się o pomoc do amerykańskiego sekretarza stanu Henry’ego Kissingera.
Zabiegi przyjaciół Elizabeth Toro przyniosły efekty: za 30 000 szylingów grupa przemytników zgodziła się przewieźć tajną drogą do Kenii zapasy kłów słoni nie wiedząc, że przewożą Elizabeth Toro: Przemytnicy nie mieli pojęcia, że chodzi o przerzut człowieka. Powiedziano im, że chodzi o kły słoni. Idi Amin ogłosił w kraju list gończy za Elisabeth Toro, którą ścigali jego podkomendni. Księżniczka ukryła się po przewiezieniu w wiosce u zaprzyjaźnionej rodziny, gdzie wdziała strój niewykształconej chłopki i wsiadła do samochodu mającego ją przetransportować do granicy. Ostatnie 4 mile do granicy przeszła pieszo, po czym została uroczyście przyjęta w Kenii.

### Odyseja

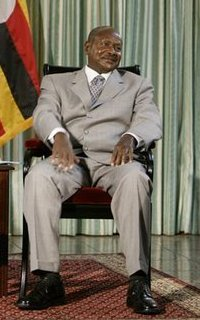
13 kwietnia 1979 Idi Amin stracił urząd prezydenta Ugandy na skutek interwencji militarnej tanzańskiego prezydenta Juliusa Nyerere, który odparł szturm dyktatora na swój kraj. Nowym prezydentem został sprawujący swoją funkcję do dziś Yoweri Museveni (na zdjęciu), który w swej administracji pozwolił na udzielanie się Elizabeth Toro.

Najpierw Elizabeth Toro dzieliła mieszkanie w Nairobi z ongiś wypędzonym z Ugandy bratem Olumim III. Skorzystała z ofery kenijskiego dyktatora Jomo Kenyatty i zamieszkała w domu jego córki Margaret, lecz w obawie przed losem swoich bliskich przyjęła inną radę Kenyatty: zgodziła się zadzwonić do Amina i złożyć mu kondolencje z powodu śmierci ojca ugandyjskiego dyktatora, na co ten zareagował powściągliwie, oferując jej przywrócenie łask, urzędu i domu oraz nietykalność osobistą i jej rodziny, lecz po złożeniu kondolencji Elizabeth nie tylko nie rozmawiała już nigdy więcej telefonicznie z Aminem, ale i nigdy więcej go nie zobaczyła. Po tym wszystkim eksminister wyjechała do Austrii, gdzie żyła przez dłuższy czas mając ochronę osobistą, lecz nie chciała zamieszkać w apartamencie córki Bruno Kreisky’ego, który jej to zaproponował w ramach schronienia. Przeniosła się natomiast do Londynu, gdzie mieszkali jej przyjaciele. W 1984 zagrała rolę szamanki w przygodowym filmie brytyjsko-amerykańskim pt. Sheena: królowa dżungli.

### „Naga księżniczka”
Przyjazd do Londynu Elizabeth Toro zwrócił powszechną uwagę: w tym okresie zdjęcie opublikowane przez Amina było znane na całym świecie. Drukowana przez międzynarodowe gazety fotografia posłużyła włoskiemu reżyserowi Cesare Carnevariemu (1927-2012) nakręcił film dokumentalny La Principessa nuda (Naga księżniczka) w 1976, w którym rolę księżniczki odtwarzającą m.in. rzekomy seks na Orly odtworzyła brazylijska Afroamerykanka Ajita Wilson. Elizabeth Toro toczyła wskutek tego wiele batalii sądowych, zarzucając różnym gazetom zniesławienie, np. oskarżyła o to włoską edycję „Playboya”, gdzie zamieszczono jej zdjęcie ze scenami z La Principessa Nuda. Dzięki wygraniu większości procesów otrzymała wielkie odszkodowania finansowe.

### Rehabilitacja
13 kwietnia 1979 Idi Amin stracił urząd prezydenta Ugandy na skutek interwencji militarnej tanzańskiego prezydenta Juliusa Nyerere, który odparł szturm dyktatora na swój kraj. Nowym prezydentem został sprawujący swoją funkcję do dziś Yoweri Museveni, który w swej administracji pozwolił na udzielanie się Elizabeth Toro. Po powrocie do kraju kontynuowała swoją służbę w dyplomacji, obejmując urzędy ambasadora w Stanach Zjednoczonych, na którym to stanowisku była przyjmowana przez amerykańskiego prezydenta Ronalda Reagana w Białym Domu. Później sprawowała funkcję ambasadora Ugandy we Francji, Niemczech i Włoszech. Była także wysokim komisarzem w Nigerii przed 2008. Jest autorką książek African Princess (1983) i Elizabeth of Toro: the Odyssey of an African Princess (1989).